# Szkoła megarejska

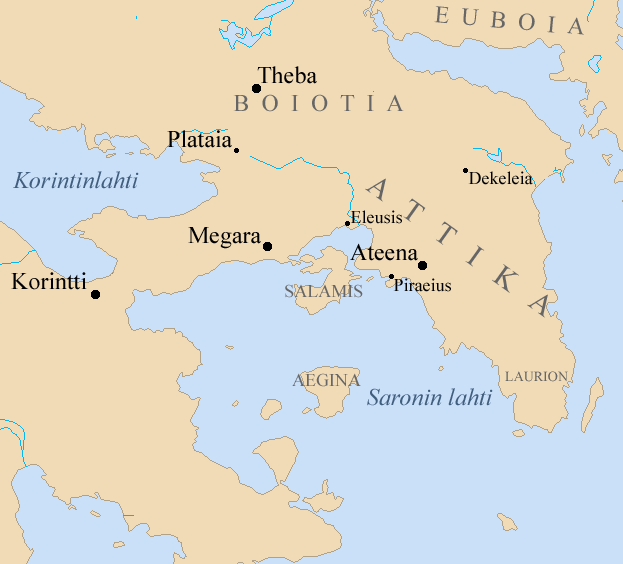
Megara, siedziba szkoły, leżała pomiędzy Atenami, Koryntem i Tebami.

Szkoła megarejska, szkoła erystyków – szkoła filozoficzna w starożytnej Grecji, działająca w V w. p.n.e.). Zaliczana do mniejszych szkół sokratycznych.

## Historia
Jej założycielem był Euklides z Megary, uczeń Sokratesa, studiujący jednak także nauki eleatów (szczególnie Parmenidesa). Szkoła była traktowana przez wielu filozofów jako wywodząca się z eleatyzmu i rozwijająca jego motywy. Następcami Euklidesa (druga szkoła megarejska) byli Eubulides z Miletu, Aleksinos i Stilpon, za czasów którego szkoła osiągnęła szczyt popularności. Argumenty i talenty sofistyczne Stilpona były tak wielkie, że szkoła megaryjska była znana w całej Helladzie i przechodzili do niej filozofowie z wszystkich innych szkół hellenistycznych. Po jego śmierci jednak, szkoła podupadła. Coraz większe znaczenie uzyskiwały "szkoły dogmatyczne" zawierające bardziej systematyczną naukę filozoficzną, łącznie z przesłaniem etycznym. Dla współczesnych filozofów (m.in. dla Arystotelesa i Platona) była ona szkołą istotną, stawiającą istotne problemy, jednak nie potrafiącą ich rozwiązać.
Część historyków zalicza do szkoły megarejskiej również Diodora Kronosa i Filona z Megary. Ich zdaniem, już Euklides kładł w swoich naukach nacisk na kwestie logiczne i dialektyczne. Zgodnie z tym poglądem, w kolejnym pokoleniu po Euklidesie, megareizm ewoluował, skupiając się wyłącznie na tych treściach, stąd Diodora Kronosa i Filona nazywano "szkołą dialektyków". Wielu historyków wskazuje jednak, że podstawy do zaliczania tych dwóch filozofów do megarejczyków są mocno niepewne i należy szkołę dialektyków wyodrębnić.  Np. przydomek Filona ("z Megary") jest późniejszy i nie potwierdzony w dobrych źródłach historycznych, a wczesne przekazy (m.in. Diogenes Laertios) określają go mianem Filona dialektyka. Jest też możliwe, że dialektycy wyodrębnili się ze szkoły megarejskiej i dopiero z czasem uzyskali wyrazistą samodzielność.  Dialektyków łączyło z megaryjczykami skupienie na tematyce logicznej, jednak podejmowane przez nich problemy były zasadniczo odmienne.

## Filozofia
Szkoła jest tradycyjnie zaliczana do szkół sokratycznych, jednakże w przekazach podkreśla się raczej elementy wywodzące się ze szkoły eleackiej. Giovanni Reale interpretuje przekaz tej szkoły jako połączenie etycznej nauki Sokratesa z ontologią eleatów, w szczególności z nauką Parmenidesa o jedności bytu.
Zasadnicza idea metafizyczna u megarejczyków łączyła wpływy sokratejskie i eleackie. Tak istotne dla Sokratesa Dobro sprowadzało się do Jednego, pojmowanego w sposób eleacki, jako absolutna i nieruchoma tożsamość z sobą samym. Jak wskazywał Euklides, Jedno nazywane było różnymi imionami: mądrością, bogiem,   rozumem czy cnotą. Podobnie jak filozofowie eleaccy, megarejczycy uznawali powstawanie, zmianę i ginięcie za niemożliwe. Poprzez krytykę koncepcji arystotelejskich czy platońskich, starali się przywrócić dwie eleackie zasady: negowanie wielości i negowanie ruchu.
Megarejczycy przykładali też dużą wagę do nauk logicznych, erystyki i dialektyki. Megarejczycy byli znani z nacisku jaki kładli na prowadzenie sporów i czasami łączeni są ze szkoła dialektyków. Więcej uwagi poświęcali krytyce poszczególnych argumentów "szkół dogmatycznych":arystotelizmu (szczególnie w zakresie nauki o akcie i możności), platonizmu (szczególnie w zakresie nauki o ideach), epikureizmu, i stoicyzmu, niż rozwijaniu własnej doktryny.
Euklides odrzucał rozumowanie przez analogię, co wynikało z jego stanowiska ontologicznego, zgodnie z którym byty mogą być jedynie tożsame lub całkowicie odmienne, a tym samym podobieńśtwa nie są możliwe. Z tego powodu megarejczycy odrzucali sposób argumentacji Sokratesa, w którym analogia pełniła ważną rolę.
Eubulides rozwinął umiejętność posługiwania się paradoksami i tropienia antynomii. Sformułował wiele problemów logicznych, z których niektóre rozpatrywane są aż do współczesności, a które nazywane są łącznie paradoksami megarejskimi, m.in. paradoks stosu i paradoks kłamcy.
Megarejczycy (szczególnie Stilpon) wiele uwagi poświęcali analizie formalnej pojęć i wyszukiwaniu sprzeczności w logicznych sylogizmach.